# Dasybasis tillierorum
Dasybasis tillierorum är en tvåvingeart som beskrevs av Trojan 1991. Dasybasis tillierorum ingår i släktet Dasybasis och familjen bromsar.
Artens utbredningsområde är Nya Kaledonien. Inga underarter finns listade i Catalogue of Life.